# Penelles
Penelles – gmina w Hiszpanii, w prowincji Lleida, w Katalonii, o powierzchni 25,54 km². W 2011 roku gmina liczyła 524 mieszkańców.